# HLD 65
De HLD 65 is een diesellocomotief uit 1965 voor de Nationale Maatschappij der Belgische Spoorwegen (NMBS). De serie is gebaseerd op de reeks 62, maar voorzien van een dieselhydraulische transmissie. Door een afwijkende besturing konden de reeksen 62 en 65 niet gemengd worden ingezet.
De 6 prototypes werden in maart en april 1965 als type 213 met de nummers 213.001-213.006 in dienst gesteld. In 1971 werden de locomotieven vernummerd in de reeks 65 met de nummers 6501-6505. Op het einde van 1966 gingen ze naar hasselt, waar ze in een gemengde reeks 211/213 reizigers- en goederendiensten in het Limburgse verzekerden.
In de jaren 1970 zette de NMBS door grote elektrificaties meerdere kleine series diesellocomotieven aan de kant. Voor de reeks 65, waarvan de dieselmotoren nog in uitstekende staat verkeerden, was een vervroegde afvoer zonde, waarop de NMBS besloot ze voor de rangeerdienst in de Antwerpse havens geschikt te maken ter vervanging van de versleten reeks 72. Hiervoor werd de serie vernummerd in de reeks 75 met de nummers 7501-7506 en overgeplaatst naar Antwerpen-Dam. 
Doordat de locomotieven van twee stuurposten zijn voorzien waren ze niet geschikt voor korte rangeerwerkzaamheden, maar werden ze vooral voor de langere sleepdiensten tussen de diverse vormingsstations gebruikt.
In 1992 besloot de NMBS tot afvoer van de reeks 75. De 7501 is na een ongeval verschroot. De rest werd verkocht aan Italië.

## Kleurstellingen
Slechts 3 van de 6 locomotieven hebben de gele kleurstelling gehad:
- 6501
- 6505
- 6506